# Église Saint-Joseph d'Aulnay-sous-Bois
L'église Saint-Joseph est une église catholique située 57, avenue de la Croix-Blanche, au croisement avec l'avenue du Gros-Peuplier à Aulnay-sous-Bois. Elle est consacrée à saint Joseph.

## Histoire

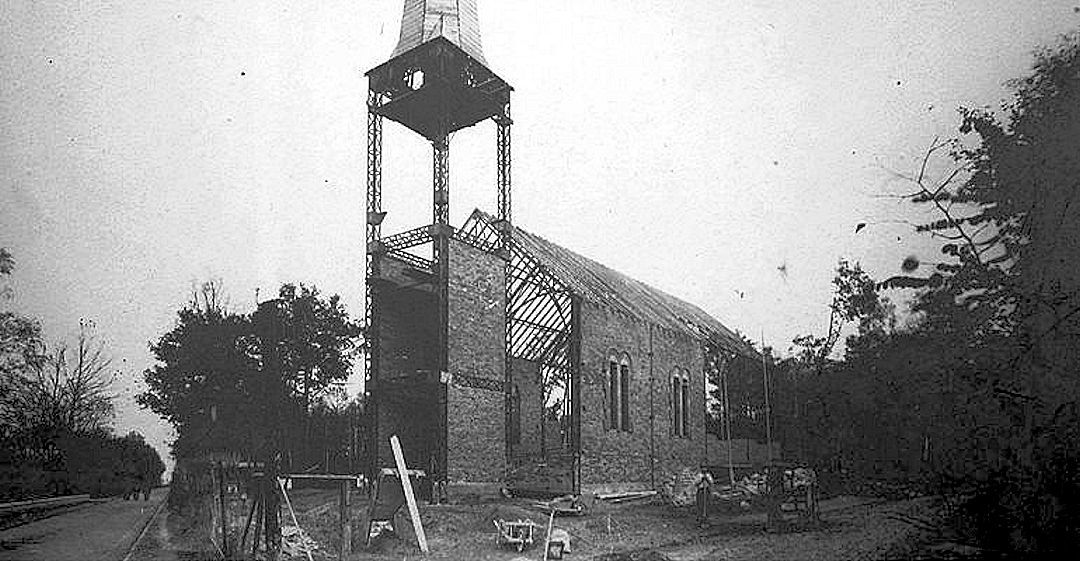
Construction de l'église Saint-Joseph

L'origine du nom de cette église est probablement le Protectorat Saint-Joseph, institution caritative d’aide aux enfants abandonnés, créée par Victorine Le Dieu à Aulnay en 1874.
L'église est édifiée en 1913, pour suppléer à l’éloignement du quartier du Parc de la paroisse Saint-Sulpice. Le quartier nouvellement loti est à l'époque constitué de pavillons et villas récemment construits.
Elle est bénie par Monseigneur Gibier, évêque de Versailles, le 22 juin 1913.

## Architecture

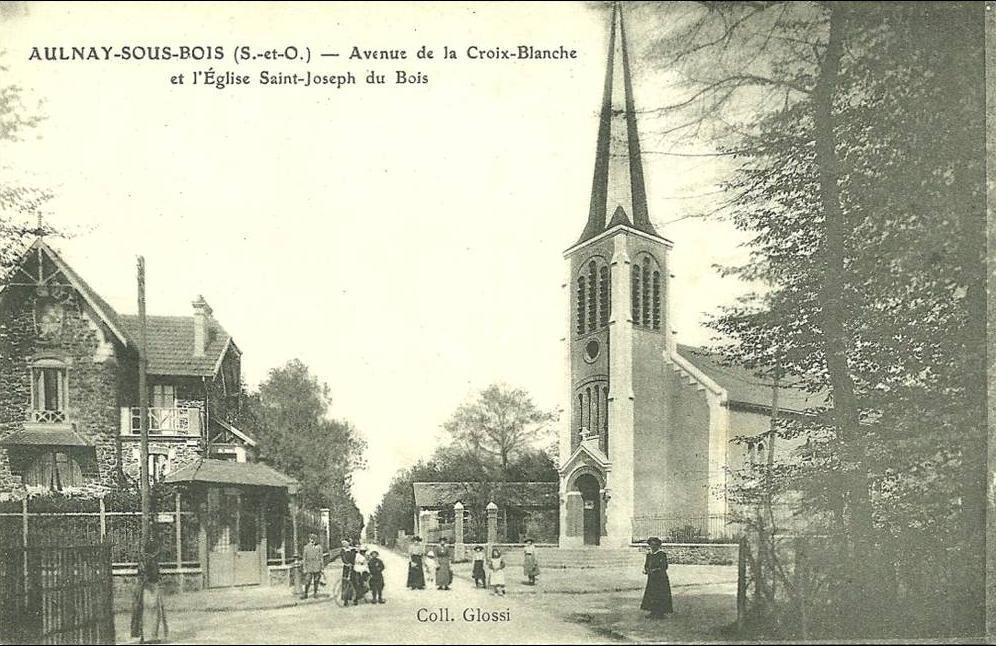
Aulnay-sous-Bois: Avenue de la Croix-Blanche et église Saint-Joseph.

Elle est formée d'un vaisseau rectangulaire annoncé par un clocher-porche, à deux niveaux de beffroi, entouré d'une galerie en appentis, et surmonté d'une haute flèche. L'abside est semi-circulaire, il n'y a pas de transept.
La technique de construction employée a été le ferraillage: Une ossature métallique est tout d'abord montée préalablement, avant que les briques et les pierres soient posées sur cette structure.

## Mobilier
Quatre verrières des ateliers Lorin de Chartres ornent l'intérieur de l'église. Elles ont été réalisées par le maître verrier Charles Lorin de 1934 à 1940 (baies 15 et 17), les deux dernières (baies 16 et 18) ayant été probablement posées en 1942 par son fils François, Charles Lorin étant mort en 1940,.
Le mobilier de l'église, destiné aux fidèles, a été rénové en 2015.
Il s'y trouve une plaque commémorative des Morts de la Première Guerre mondiale.